# Messier 110
M110 (ook Messier 110 of NGC 205) is een elliptisch sterrenstelsel en een satellietstelsel van het stelsel Andromeda.

## Geschiedenis
M110 werd ontdekt op 10 augustus 1773 door de Franse astronoom Charles Messier. Merkwaardig genoeg voegde hij het nooit toe aan zijn catalogus, maar beperkte hij zich tot het tekenen ervan op zijn schema's van de "Grote Nevel van Andromeda". Het is pas in 1966 toegevoegd door Kenneth Glyn Jones. Onafhankelijk hiervan ontdekte Caroline Herschel het op 27 augustus 1783 en haar broer William Herschel catalogiseerde het op 5 oktober 1784 als H V.18.

## Algemene informatie

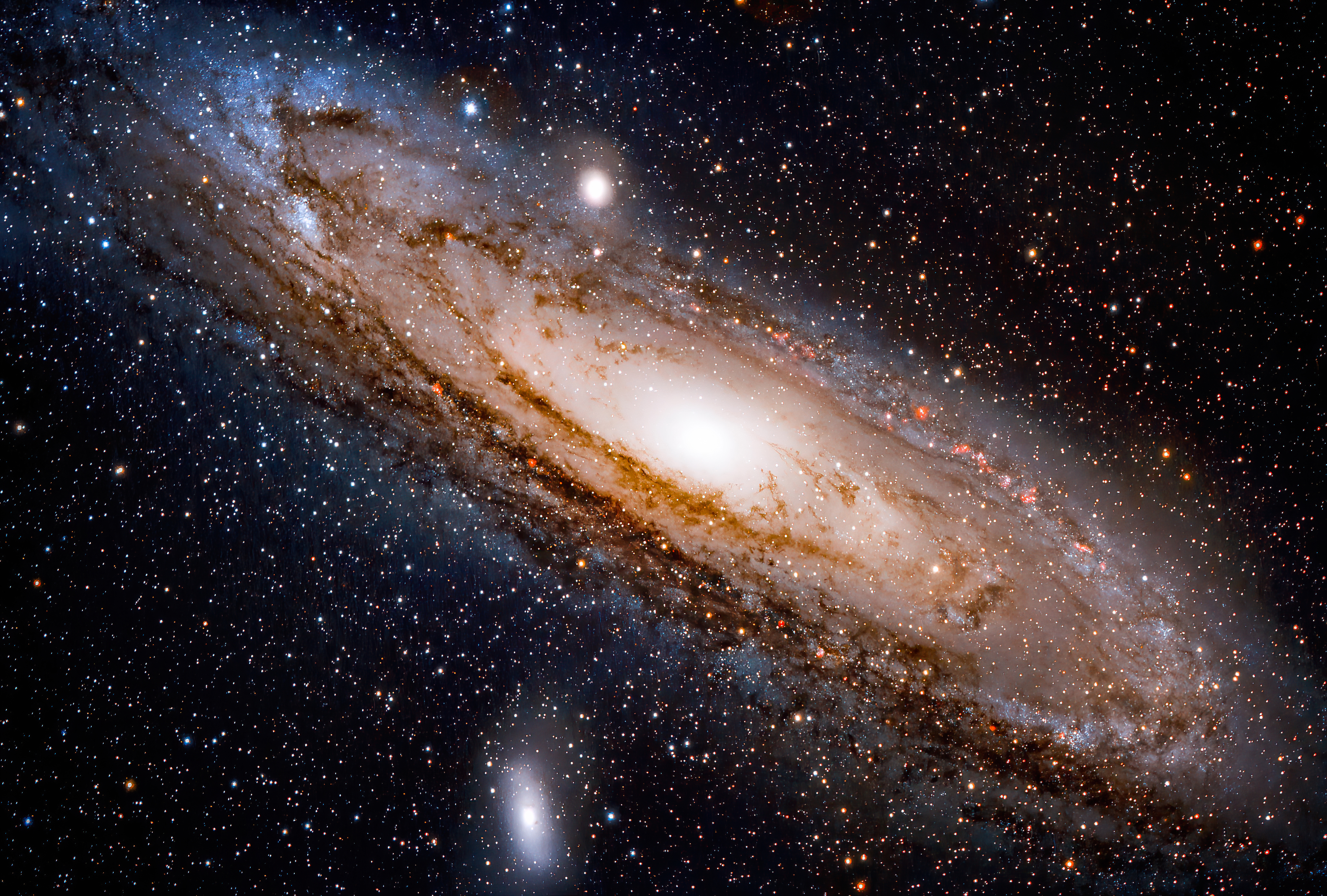
M31 en M110 (onder)

M110 maakt deel uit van de lokale Groep van sterrenstelsels. Zoals M32 beschrijft het een baan om het stelsel Andromeda, het bevindt zich voor een aardse waarnemer ten noordoosten daarvan.
Rond M110 is een halo waarin acht bolhopen zijn waargenomen. In het centrum worden sterren gevormd: jonge, blauwe sterren zijn er waargenomen.
Dit stelsel is van het type E6p met p voor peculiar (Engels: bijzonder, eigenaardig) omdat het donkere structuren bevat, waarschijnlijk stofwolken. M110 wordt tegenwoordig geklasseerd als een sferoïde sterrenstelsel.